# St-Andéol (Velorgues)

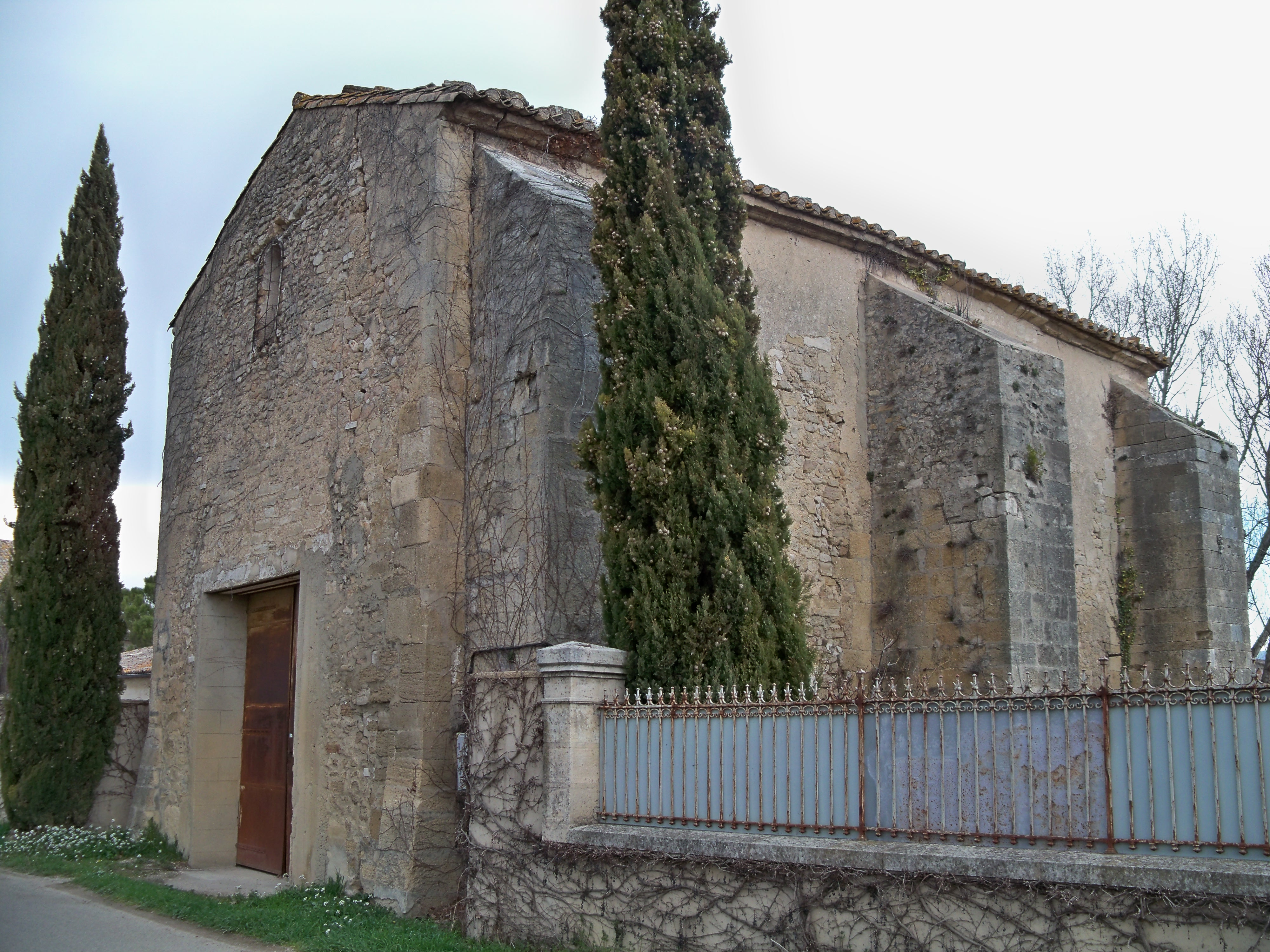
Kapelle St-Andéol

Die Kapelle St-Andéol ist die ehemalige Priorats- und Pfarrkirche von Velorgues, einem Weiler in der südfranzösischen Gemeinde L’Isle-sur-la-Sorgue. Sie ist seit 2016 als eingetragenes Denkmal (Monument historique) geschützt.

## Architektur
Die Kapelle besteht aus einem einzigen Kirchenschiff mit zwei Jochen, das im Osten durch eine halbkreisförmige Apsis verlängert wird. Diese weist in der Südwand ein niedriges, durchbrochenes Fenster auf, das einen direkten Blick vom Friedhof auf das Sanktuarium und den Weihestein ermöglichte.

## Geschichte
988 wird erstmals eine Kirche mit dem Namen St-Andéol erwähnt, die von Coseigneurs der Benediktinerabtei Montmajour gestiftet wurde. St-Andéol wurde dann ein Benediktinerpriorat.
Die Kapelle wurde im 11. Jahrhundert erbaut und ersetzte die ältere Kirche. Im 12. Jahrhundert veränderten Mönche das Gebäude, indem sie das Kirchenschiff mit einem Tonnengewölbe abdeckten, wobei sie Blendarkaden im Hauptschiff und Wandpfeiler hinzufügten, die von äußeren Strebepfeilern abgestützt wurden.
Im 13. Jahrhundert wurde am westlichen Joch eine Empore errichtet und zu Beginn des 14. Jahrhunderts im Norden eine Seitenkapelle angebaut. Diese beiden späten Änderungen sind heute wieder verschwunden.
Zu der Prioratskirche gehörten mehrere Nebengebäude (Klosterhaus, Kreuzgang, Friedhof, Heuboden), ein Spital außerhalb der Stadtmauern und ein Armenhaus.
Während der Französischen Revolution wurde die Kapelle an einen Bauern verkauft, der sie in eine Scheune mit Heuboden verwandelte. Mitte der 1970er Jahre entwickelte sie sich zu einem Antiquitätenlager und 2013 wurde sie von der Stadt angekauft. Seit 2014 finden auf dem Gelände umfangreiche Ausgrabungen statt.